# 毛瓜馥木
毛瓜馥木（学名：Fissistigma maclurei）为番荔枝科瓜馥木属的植物。分布在越南以及中国大陆的广西、广东、云南等地，生长于海拔260米至1,100米的地区，多生长于山谷蔽荫处、中海拔至高海拔山地林中和水旁岩石上，目前尚未由人工引种栽培。

## 别名
思藤子（海南澄迈）